# Дурная кровь (роман)
«Дурная кровь» (англ. Troubled Blood) — пятый роман британской писательницы Джоан Роулинг в серии книг о частном детективе Корморане Страйке, выходящей под псевдонимом Роберт Гэлбрейт. В Великобритании книга вышла 15 сентября 2020 года.

## Сюжет
Частный детектив Корморан Страйк узнаёт, что его тётя Джоан больна раком, поэтому начинает часто ездить к ней в Корнуолл. Однако при очередном визите он встречает женщину по имени Анна Фиппс, которая просит его расследовать загадочное исчезновение своей матери, врача Марго Бамборо, произошедшее в 1974 году. Хотя Страйк понимает, что подобное дело может оказаться провальным, более личная встреча с Анной и её женой, психологом Ким Салливан (которая скептически относится к её идее) убеждает Страйка согласиться. Ким и Анна дают ему и его напарнице Робин Эллакотт годовой срок на расследование.
С помощью своих внештатных коллег Сола Морриса и Сэма Барклая герои ведут одновременно набор рядовых расследований и поиск всех знакомых Марго Бамборо.   Главным подозреваемым у полиции был серийный убийца-психопат Деннис Крид, который любил иногда переодеваться женщиной. Крид в итоге был пойман с поличным и признан виновным во множестве убийств, включая Марго Бамборо, но сам в некоторых из них не признался, так как ему доставляют удовольствие чужие мучения. Несмотря на свою звериную жестокость, Крид отличается очень высоким интеллектом (IQ 140) и все свои преступления совершал с тонкими расчётами. Про его жизнь была издана книга, из которой его чудовищная натура ясна как день.
Большинство знакомых Марго из полицейского досье, добытого через связи, оказывается легко отыскать. Большинство из них лишь подтверждают имеющиеся у полиции доказательства, или уточняют неоднозначные. Из их рассказов герои делают вывод, что доктор Бамборо была по-настоящему сильной и независимой во мнении женщиной, отношение к которой у разных людей бывало диаметрально-противоположным. Единственными, кого не удалось найти, оказываются бабник Стивен Даутвейт, который мнил себя "королём караоке" и часто проводил время с разными женщинами, и таинственная пациентка Тео, заходившая на приём к Марго в вечер её исчезновения и так потом и не проявившаяся.
Параллельно главные герои продолжают разбираться со своими личными проблемами. Робин всё ещё находится в процессе развода со своим мужем Мэттью Канлиффом, который не только всеми силами пытается оттянуть этот процесс, дабы оставить Робин без гроша, но и распространяет лживые слухи о романе Робин со Страйком. Однако затем он всё же прекращает войну и даёт Робин развод и компенсацию, поскольку его теперь уже девушка Сара Шедлок забеременела, и им надо пожениться до родов (Робин предполагает, что Сара на самом деле сделала это сознательно, дабы быть уверенной, что Мэттью с ней останется). Другой проблемой для Робин становится Сол Моррис, который женат, но постоянно делает попытки закадрить Робин, которой он начисто противен. Доходит до того, что однажды он присылает ей на Рождество фотографию своего пениса, вынудив её наорать на него на всю улицу. Спустя время она, вопреки его мольбам, рассказывает об этом Страйку, и он увольняет Морриса за неподобающее поведение. В ответ он втихую портит героям одно из текущих дел, но они его всё равно успешно закрывают.
У Страйка же возникает новая проблема с его бывшей девушкой Шарлоттой Кэмпбелл, которая в итоге осталась со своим мужем Джейго Россом и теперь неохотно растит близнецов, родившихся раньше срока. Эта обстановка начинает на неё ужасно давить, и она в сообщениях молит Страйка забрать её, но он ей отказывает. Она совершает попытку самоубийства (как выясняется, не первую), но Страйку удаётся вызвать скорую и спасти ей жизнь. Другой проблемой Корморана внезапно становится его биологический отец, рок-звезда Джонни Рокби, который внезапно решил наладить с ним отношения и пригласил на семейную фотосессию. Страйку приходится ему многократно отказывать (сперва через единокровного брата Ала, затем при первом в жизни личном звонке), пока в итоге они от него не отстают. Позже Корморан рассказывает Робин, что при их первой встрече Джонни назвал его «случайностью», и именно поэтому он его ненавидит.
Годовой срок расследования подходит к концу, но у Страйка и Робин так и не выходит сделать конкретных выводов, хотя кое-какие разъяснения обстоятельств дела они всё же сообщают Анне и Ким. Несмотря на прекращение договорённости, из личного интереса герои всё же продолжают заниматься делом. В итоге Робин с помощью чиновника Брайана Такера (дочь которого была одной из непризнанных жертв Крида) получает для Корморана интервью с ним. Крид оказывается весьма эффектной и пугающей личностью. Неожиданно он не только признаётся в убийстве Люси Такер, но и намекает на местоположение её тела, а Страйк догадывается, что к смерти Марго Бамборо Крид не имел ровным счётом никакого отношения.
Позже, повторно изучив все показания, Страйк вычисляет истинную убийцу: медсестру Дженис Битти, которая работала в том же стационаре и изначально казалась самой нормальной и надёжной из всех свидетелей. Оказалось, что Дженис являлась серийной убийцей-отравительницей, получавшей научное и садистское удовольствие от чужих мучений при отравлении. Она всю жизнь злилась, что мужчины не обращают на неё внимание, особенно Стив Даутвейт, в которого она до сих пор страстно влюблена. Она убивала его новых любовниц, дабы убрать их с дороги, и тем самым вынуждала его бежать и менять имя, что делало его в глазах полиции хорошим подозреваемым. Также она травила своего сына Кевина, присутствие которого также очень часто мешало ей завести отношения («никому не нужна женщина с ребёнком»), и свою внучку, которую просто ненавидела. В какой-то момент Марго Бамборо, которой Дженис с самого начала не понравилась, начала догадываться о её проделках и даже почти её разоблачила, за что в итоге и поплатилась жизнью. Труп Марго все эти десятилетия хранился внутри пола квартиры семейства Эторнов, которые тоже были пациентами Марго и страдали слабоумием, поэтому ничего не подозревали. Выслушав все эти признательные показания, Страйк сдаёт Дженис полиции.
Дело становится крупной сенсацией, принося Страйку и его агентству ещё большую известность. Анна и её семья готовятся по-нормальному похоронить Марго, Дженис под следствием из-за поисков дополнительных доказательств её преступлений. Страйк наконец-то прощается с Шарлоттой навсегда, решив больше не держаться за эту роковую нить судьбы. В последней главе Корморан празднует вместе с Робин её тридцатилетие, впервые подарив ей по-настоящему вдумчивые подарки.

## Критика
Выход «Дурной крови», в которой мужчина по имени Деннис Крид переодевается в женщину для убийства женщин, спровоцировал новую волну критики в адрес Роулинг, ранее делавшую заявления, которые были раскритикованы как трансфобные. Лаура Брэдли из The Daily Beast заявила о наличии в книге «пагубных антитрансгендерных тропов», а Джейк Керридж из The Daily Telegraph отметил, что «кажется, мораль книги такова: никогда не доверяйте мужчине в платье». В Твиттере даже появился хэштег #RIPJKRowling («Покойся с миром, Джоан Роулинг»).
Однако после выхода роман получил преимущественно положительные отзывы. Ник Коэн, журналист The Spectator, утверждает, что обвинения в трансфобии были безосновательными и клеветническими, отмечая, что Деннис Крид был лишь одним из многих подозреваемых. Он также заявил, что книга не затрагивает вопросы относительно мест, предназначенных только для женщин или процедурам смены пола. Журналистка The Guardian Элисон Флуд выразила аналогичные взгляды, утверждая, что люди, которые не читали книгу, делали неправильные предположения, основываясь на единственном обзоре книги.
Джоан Смит в The Sunday Times заявила, что «эта история наполнена мощным чувством безотлагательности и является великолепным продолжением серии романов про Страйка». Том Нолан из The Wall Street Journal назвал книгу «потрясающим развлечением от первой до последней страницы». Писатель Стивен Кинг высоко оценил роман, назвав Роулинг «прекрасным рассказчиком с одаренным чувством стиля».